# Erebia jerasa
Erebia jerasa är en fjärilsart som beskrevs av Hans Fruhstorfer. Erebia jerasa ingår i släktet Erebia och familjen praktfjärilar. Inga underarter finns listade i Catalogue of Life.